# Talizumab
Talizumab (TNX-901) là một kháng thể đơn dòng được nhân bản hóa đang được Tanox ở Houston, Texas phát triển như một khái niệm mới trong điều trị các bệnh dị ứng. Tính năng độc đáo chống IgE kháng thể được thiết kế để nhắm mục tiêu immunoglobulin E (IgE) và tế bào lympho B bộc lộ IgE đặc biệt, mà không ràng buộc để IgE đã bị ràng buộc bởi các ái lực cao thụ thể IgE trên tế bào mast và basophils. Talizumab đã được thử nghiệm trong các thử nghiệm lâm sàng tại Trung tâm nghiên cứu và y tế Do Thái quốc gia và các trung tâm y tế và phòng khám dị ứng khác trên khắp Hoa Kỳ và cho thấy có thể ngăn ngừa phản ứng dị ứng khi tiếp xúc với đậu phộng, có trong nhiều loại thực phẩm.

## Lịch sử
Cục Quản lý Thực phẩm và Dược phẩm Hoa Kỳ (FDA) " theo dõi nhanh " TNX-901. Một loại thuốc được đưa ra một tình trạng theo dõi nhanh nếu nó đáp ứng nhu cầu y tế hiện không được đáp ứng bởi bất kỳ loại thuốc nào. TNX-901 được phát triển bởi Tanox có trụ sở tại Houston, được bắt đầu bởi hai nhà khoa học y sinh học là Nancy T. Chang và Tse Wen Chang, vào năm 1986. Có một tranh chấp pháp lý về việc Tanox có quyền phát triển độc lập TNX-901 theo quan hệ đối tác ba bên do Tanox, Novartis và Genentech thành lập năm 1996. Các thử nghiệm của TNX-901 để điều trị độ nhạy cảm của đậu phộng cực kỳ, đặc biệt ảnh hưởng đến trẻ em, không may bị sa lầy trong các trận chiến pháp lý.
Trong thỏa thuận hợp tác ban đầu được ký giữa Tanox và Ciba-Geigy năm 1990 để hợp tác phát triển chương trình kháng thể kháng IgE, hai công ty đã đồng ý chọn một ứng cử viên hàng đầu cho phát triển quy trình sản xuất và thử nghiệm lâm sàng. Thỏa thuận quy định rằng Tanox có thể phát triển bất kỳ ứng cử viên kháng thể nào còn sót lại của Keith, nhưng khi và nếu Tanox tìm kiếm một đối tác công ty để tiếp tục phát triển và thương mại hóa sản phẩm, Ciba-Geigy sẽ có quyền từ chối đầu tiên. (Lưu ý Ciba-Geigy sáp nhập với Sandoz để tạo thành Novartis vào năm 1996.)
Khi Genentech tham gia chương trình chống IgE năm 1996, thỏa thuận Tanox-Ciba Geigy 2 chiều ban đầu đã được mở rộng thành thỏa thuận ba bên. Một ban chỉ đạo chung được thành lập bởi các thành viên từ ba công ty đã chọn omalizumab (tên thương mại Xolair) do Genentech phát triển để phát triển hơn nữa, trên cơ sở nó có quy trình sản xuất phát triển tốt hơn TNX-901. Tanox nhận định rằng vì điều khoản ban đầu liên quan đến quyền phát triển ứng cử viên còn lại của mình không bị loại bỏ rõ ràng trong thỏa thuận ba bên, nên vẫn có quyền làm như vậy với sự thừa nhận rằng các đối tác của công ty, Novartis và Genentech, sẽ vẫn chỉ huy quyền từ chối đầu tiên đối với sản phẩm Tanox đã phát triển. Dựa trên vị trí này, Tanox đã tiến hành thử nghiệm lâm sàng giai đoạn II về TNX-901 về dị ứng đậu phộng, với sự hiểu rằng chỉ định này là quan trọng và khẩn cấp, nhưng không nằm trong chương trình thử nghiệm lâm sàng hàng đầu do ban chỉ đạo lên kế hoạch.
Vì vấn đề về quyền phát triển TNX-901 của Tanox đã được chuyển sang giai đoạn pháp lý, một thẩm phán của tòa án California nhận xét rằng Tanox nên có quyền như vậy, nhưng sau đó đã thông qua vụ kiện để phân xử. Hội đồng trọng tài cuối cùng đã phán quyết vụ kiện có lợi cho các đối tác khổng lồ, Genentech và Novartis, vào năm 2002. Các nhà quản lý của Tanox đã thống nhất quyết định này, giữa các kết quả rất tích cực từ các nghiên cứu pha II của TNX-901 về dị ứng đậu phộng. Các phương tiện truyền thông ca ngợi sự thành công của các thử nghiệm, nhưng bày tỏ sự phản đối về số phận của chương trình TNX-901 về dị ứng đậu phộng.
Mười năm đã trôi qua, kể từ khi Tanox buộc phải đưa chương trình TNX-901 của mình lên kệ. Trong khi đó, một thử nghiệm lâm sàng giai đoạn II của omalizumab trên dị ứng đậu phộng đã không kết thúc, vì một vài bệnh nhân đã bị phản ứng phản vệ trong quá trình thử nghiệm độ nhạy cảm cơ bản đối với dị ứng đậu phộng và thử nghiệm đã phải tạm dừng.

## Cơ chế
TNX-901 là một kháng thể kháng IgE được nhân bản hóa với một tập hợp đặc hiệu liên kết duy nhất với IgE ở người. Các kháng thể kháng IgE điều trị, như TNX-901, được thiết kế để vô hiệu hóa IgE tự do trong máu và trong không gian kẽ và nhắm vào các tế bào lympho B biểu hiện IgE thông qua các thụ thể tế bào B bề mặt của chúng, mà không kích hoạt các tế bào mast và basophils, mang trên bề mặt các thụ thể IgE có ái lực cao, về cơ bản được IgE chiếm giữ và trang bị đầy đủ. Nếu một kháng thể kháng IgE thông thường, không có bộ đặc hiệu liên kết duy nhất của CGP51901 hoặc TNX-901, được tiêm vào một đối tượng người, thì có lẽ nó sẽ luôn tạo ra một quy mô rộng rãi của tế bào mast và kích hoạt basophil và do đó phát triển của sốc phản vệ. TNX-901 có thể can thiệp vào con đường dị ứng qua trung gian IgE ở đầu con đường, và do đó ngăn chặn sự giải phóng dòng trung gian dược lý từ basophils và tế bào mast được kích hoạt. Người ta cũng phát hiện ra trong các thử nghiệm lâm sàng sớm rằng sự suy giảm IgE trong máu dần dần gây ra sự điều hòa giảm các thụ thể IgE có ái lực cao trên basophils, tế bào mast và tế bào đuôi gai, khiến các tế bào này không nhạy cảm với hoạt hóa dị ứng.

## Nghiên cứu
Dạng tinh tinh của TNX-901, được tạo ra trước TNX-901 bởi Tanox vào năm 1988-1989 và sau đó được gọi là CGP51901 (CGP là từ viết tắt của sản phẩm Ciba-Geigy Product) sau khi Tanox thiết lập quan hệ đối tác với Ciba-Geigy 1990. CGP51901 là kháng thể kháng IgE đầu tiên nhận được sự chấp thuận IND (Thuốc điều tra thuốc mới) của FDA từ FDA Hoa Kỳ để thử nghiệm trên người. Theo thỏa thuận hợp tác giữa Tanox và Ciba-Geigy, c GMP -grade CGP51901 được sản xuất tại một cơ sở bioreactor 500 lít trong Tanox tại Houston, Texas và tôi thử nghiệm giai đoạn với các cá nhân với độ nhạy phấn hoa được tiến hành ở Southampton, Vương quốc Anh vào năm 1991 -1992, và thử nghiệm giai đoạn II trên những bệnh nhân nhạy cảm nặng với phấn hoa tuyết tùng núi đã được thực hiện tại ba trung tâm y tế ở Texas vào năm 1994-1995. Dựa trên dữ liệu về tính an toàn và hiệu quả của hai thử nghiệm này, một nghiên cứu về chuyển đổi trên YouTube đã được thực hiện trên TNX-901 và sau đó, một thử nghiệm mù đôi, kiểm soát giả dược và kiểm soát đa trung tâm của TNX-901 đã được thiết kế và thực hiện trên bệnh nhân cực kỳ nhạy cảm với đậu phộng.
Kết quả thử nghiệm lâm sàng chỉ ra rằng với chính quyền TNX-901, bệnh nhân, những người có thể chịu đựng trung bình một nửa hạt đậu trước khi điều trị, đã có thể ăn tới 9 hạt đậu trước khi họ bắt đầu bị dị ứng. Do đó, TNX-901 không thể chữa dị ứng đậu phộng, nhưng có thể bảo vệ bệnh nhân khỏi các phản ứng thường xuyên dữ dội và đe dọa đến tính mạng khi tiếp xúc với đậu phộng. Lưu ý rằng nghiên cứu lâm sàng này đã không được thực hiện trên những bệnh nhân được biết là phát triển các phản ứng phản vệ gây chết người đối với dấu vết của đậu phộng.

## Thuốc tương tự
Một kháng thể kháng IgE khác có đặc tính liên kết kháng nguyên giống hệt nhau đã có mặt trên thị trường cho bệnh hen suyễn dị ứng, dưới tên thương mại Xolair (omalizumab). Omalizumab là một kháng thể đơn dòng kháng IgE, được đặt trong một chương trình phát triển dưới sự hợp tác ba bên do Tanox, Novartis và Genentech thành lập năm 1996. Vấn đề là Xolair chưa được chấp thuận sử dụng trong dị ứng thực phẩm. Người ta có thể nhận được đơn thuốc cho Xolair mà không được chấp thuận sử dụng trong trường hợp dị ứng, nhưng hầu hết bảo hiểm y tế sẽ không chi trả nếu không có sự chấp thuận của FDA, có nghĩa là nó có thể phải trả 1000 đô la mỗi tháng cho một bệnh nhân.